# Laurens Vanthoor
Laurens Vanthoor, född den 8 maj 1991 i Hasselt är en belgisk racerförare.